# Császártöltés
Császártöltés (németül: Kaiserdamm, Tschasartet) község Bács-Kiskun vármegye Kiskőrösi járásában.

## Fekvése
A község Bács-Kiskun vármegye déli felében fekszik, Bajától 38 kilométerre. Határának legmagasabb pontja a 143 méter magas Boszorkányhegyen, legmélyebb a csatorna parton 93 méter magasságban található. Altalaja agyag, felszíni talaja nagyobb részben homok és tőzeg. A Kiskunság és a Sárköz határában változóan hullámos felszínre épült falu településszerkezetének különlegességét az árterület szélén magasodó löszpartba fúrt, présházas pinceutcák adják.
A szomszédos települések: észak felől Kecel, északkelet felől Imrehegy, kelet felől Kiskunhalas, délkelet felől Kéleshalom, délnyugat felől Hajós, északnyugat felől pedig Homokmégy.

### Megközelítése
Legfontosabb megközelítési útvonala az 54-es főút, amely áthalad a központján, annak főutcájaként; ezen érhető el Kecskemét és Baja térsége felől is. Kalocsa vonzáskörzetével (Homokméggyel) az 5313-as út köti össze.
Vasútvonal nem érinti.

## Története
A település nevével kapcsolatban a néphagyomány azt tartja, hogy azok népesítették be, akiket I. Lipót császár küldött ide töltés építésére, hogy az Akasztótól Baja felé húzódó Őrjeg mocsarán át tudjon utazni. Az 1743–1744-es években telepíttette be Patachich Gábor kalocsai érsek német családokkal, és a szőlőtermesztés fellendítését várta tőlük. A település lakosságát 1947-ben súlyos megrázkódtatás érte. A második világháború alatt sokakat elhurcoltak a községből a Szovjetunióba málenkij robotra, továbbá a kitelepítésekkel a település nemzeti egysége is megszűnt. Napjainkban az idősek egy része még mindig ismeri és használja a sváb nyelvet.
2001-ben a lakosság 2,6%-a vallotta magát német nemzetiségűnek.

## Közélete

### Polgármesterei
- 1990–1994: Wiedner István (független)[5]
- 1994–1998: Wiedner István (független német kisebbségi)[6]
- 1998–2002: Frick József (független német kisebbségi)[7]
- 2002–2006: Frick József (független német kisebbségi)[8]
- 2006–2010: Frick József (független)[9]
- 2010–2014: Frick József (független)[10]
- 2014–2019: Takácsné Stalter Judit (független)[11]
- 2019–2024: Takácsné Stalter Judit (független)[12]
- 2024– : Takácsné Stalter Judit (független)[1]

## Címer leírása
A címer hagyományos, alul csúcsos pajzs formájú, vékony fekete kerettel, melyben a címerkép érzékeny, fekete vonalakkal megrajzolt grafika, színei fehér és arany. Témája a Szentháromság. A két Istenalak, Atya és Fiú papirusztekercset mutatnak fel, mely az alapító okiratra utal, a település törvényességének első dokumentumára. Az Istenalakok egy-egy rozmaringágat tartanak, a tisztaság jelképét. Fejük felett kétféle glória, és a Szentlélek szimbóluma, a fehér galamb, amely barokkos formájával az alapítás korára is utal. Alul szőlőfürt, a szőlőtermesztés és a bortermelés jeleként. A szőlő és a háttér színe arany.
A címerpajzs kiegészítéseként alul az 1744-es évszámot, és alatta gót betűkkel Tschasartet felirat, /utalásként arra, hogy a községet német telepesek alapították./ A címer felett latin nyomtatott betűkkel Császártöltés felirat helyezkedik el.

## Népesség
A település népességének változása:
| Lakosok száma | 2375 | 2330 | 2203 | 2121 | 2166 | 2115 | 2060 |
|               | 2013 | 2014 | 2018 | 2021 | 2022 | 2023 | 2024 |

A 2011-es népszámlálás során a lakosok 89,6%-a magyarnak, 42,6% németnek, 0,4% románnak, 0,2% szlováknak mondta magát (10% nem nyilatkozott; a kettős identitások miatt a végösszeg nagyobb lehet 100%-nál). A vallási megoszlás a következő volt: római katolikus 67,9%, református 3,6%, evangélikus 1%, felekezeten kívüli 6,5% (20,7% nem nyilatkozott).
2022-ben a lakosság 90,6%-a vallotta magát magyarnak, 21,9% németnek, 0,6% cigánynak, 0,5% románnak, 0,3% szlováknak, 1,2% egyéb, nem hazai nemzetiségűnek (8,8% nem nyilatkozott; a kettős identitások miatt a végösszeg nagyobb lehet 100%-nál). Vallásuk szerint 46,6% volt római katolikus, 4% református, 1,2% evangélikus, 0,2% görög katolikus, 1,2% egyéb keresztény, 1,6% egyéb katolikus, 9,7% felekezeten kívüli (35,5% nem válaszolt).

## Híres szülöttei
- Gallina Frigyes (1879–1933), Budapest székesfőváros tanácsnoka, főjegyzője, az elnöki ügyosztály vezetője, szakíró
- Török Annamária (1954–) Kazinczy-díjas rádiós műsorvezető, tanár

## Nevezetességei
- Pincesorok. A község pincesorai a maguk nemében különlegesek, hiszen szervesen beépülnek a faluba, utcát alkotva a falu részei. A legnagyobb a Főkáptalani pincesor, de érdemes megemlíteni a Káposztáskerti pincesort, a Kis-sori pincéket, a Vidám sori pincéket és  a valamikori Erzsébet utcai pincéket, az ún. Kelrárájá-t is.
- Római katolikus templom. A régi, 1780-ban épült templom falainak kibővítésével épült 1921–25-ben. Az üvegablakok Róth Miksa műhelyében készültek, alkotójuk Zsellér Imre. A főoltár stukkós díszítésű felépítményét a falu egyik szülötte, Schilli János készítette. Védőszentjei: Szent Simon és Szent Júdás Tádé.
- Teleház. Az 1999-ben átadott épületegyüttes a helyi közösségi élet helyszíne.
- Sváb tájház. A település egyik legrégebbi épületében, egy tornácos parasztházban 1998-ban nyitották meg a helytörténeti és néprajzi kiállítást.
- Szálas Béla-kilátó. A kilátó névadója a lokálpatrióta Szálas Béla. Az ő kezdeményezésére és adománygyűjtéséből, támogatás kiegészítésével épült meg 2009-ben e kilátó. A magasból remek kilátás nyílik a településre és a környékre. Érdekessége, hogy a település központjában helyezkedik el, de a közeli főútról mégsem látszik.
- Vörös mocsár. A lápos mocsaras területet 1990-ben nyilvánították védetté. Kiterjedése 930 hektár. A Duna–Tisza közi Hátság löszös nyugati peremvidéke, Császártöltés és Kecel között több mint 10 km hosszan meredek letöréssel 10-20 méterre magasodik a Duna-völgy fölé. Egykor az ország állóvizekben leggazdagabb területei közé tartozott ez a vidék, a Kalocsai Sárköz. Ennek az egykor gazdag vízi világnak egyik utolsó hírmondója a ma védett lápvonulat – az úgynevezett  Őrjeg – középső része, a Vörös mocsár.
- Ősi ösvény. A sétaút 8,5 kilométer hosszú. Végigvezet a falu határában, az Öreghegyen, a Szamárvölgyben, a Káposztáskerti pincesoron. A kirándulóút párosul egy igazi nyelvi kirándulással is, hiszen az útjelző táblákon a helyre jellemző szavak három nyelven, magyarul, svábul és németül is szerepelnek.
- Képes Ház. A falu történetének képes bemutatása. A Tájházzal szemben, a Községi Könyvtárból nyílik a Képes Ház. A kiállításon óriás méretű képeken mutatják be a falu történetét, hagyományait, népviseletét. A látványos kiállításnak helyet adó közel 100 éves ház maga is különleges.
- Sváb Értéktárház – Módos Töltés. A 20. század első feléből származó berendezési tárgyakkal, használati eszközökkel ismerkedhet meg a látogató a falu egyik legszebb épületében az „Emeletes házban”. Betekintést kap a kiállításon Császártöltés kisszámú polgárságának, módosabb lakóinak életébe.
- Öreg temető. Érdemes sétát tenni az Öreg temető árnyas fái alatt. A falu első lakóinak a síremlékei közül is láthatunk párat a Schaffer József által felajánlott Kápolna melletti sírkertben. Az 1930-as években épült Kálvária ékessége a temetőnek.
- Sváb Ételek Fesztiválja. Az évente megrendezésre kerülő rendezvényen a magyarországi sváb települések mutathatják be legkülönlegesebb ételeiket. Az érdeklődők a kulináris élvezetek mellett különböző folklórműsorokat is megtekinthetnek.

## Kiadványok a község történetéről
- A községről először Bánáti Miklós írt a  Huszonkét évtized az új hazában (Kecskemét, 1969) című könyvében. A könyv Császártöltés község történeti adattára 1744-től 1964-ig.

Bánáti Miklóst Császártöltés helytörténetének megírásában az a cél vezette, hogy olvasói a falu múltját jobban megismerjék. E könyvet abból a célból bocsájtjuk útjára, hogy tartalmából sok-sok tanulságot levonva hirdesse egy nép, egy példátlan szorgalmú becsületes dolgos község – Császártöltés – múltját és jelenét.
- Bánáti Miklós: Újabb adalékok Császártöltés történetéhez (Császártöltés, 1981)
- Walter János naplója. Összeállította: Arnold Erzsébet (Császártöltés, 2001)
- Arnold Erzsébet és Knipl István: Fejezetek Császártöltés történetéből és néprajzából (Császártöltés, 2003)
- Wicker Erika, Knipl István, Bolvári Csaba és Bárth János: Császártöltés 1. A császártöltési határ története a kezdetektől a falu alapításáig. (Császártöltés, 2015)
- Wicker Erika, Knipl István, Bolvári Csaba: Császártöltés 2. Császártöltés története 1920 és 1950 között. (Császártöltés, 2016)
- Wicker Erika, Knipl István, Bolvári Csaba: Császártöltés 3. (Császártöltés, 2017)
- Knipl István, Takácsné Stalter Judit, Hidasné Márin Magdolna: Császártöltés 4. (Császártöltés, 2019)

## Idegen elnevezései
Németül a településnek két neve létezik: Kaiserdamm és Tschasartet. Horvát nevei: a bátyai horvátok által használt Tuotiš és a felsőszentiváni horvátok által használt Tetiš.

## Képgaléria

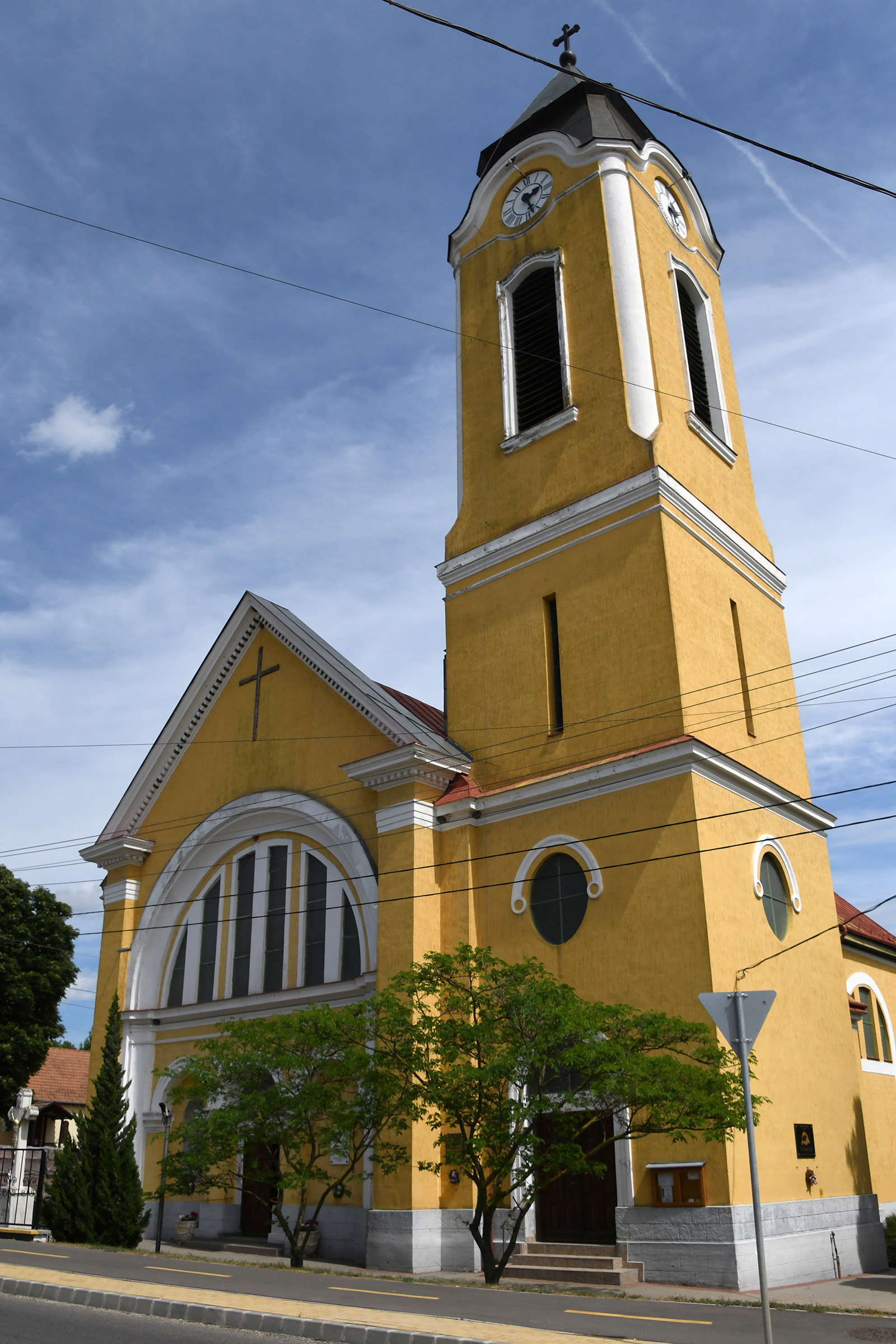
Római katolikus templom
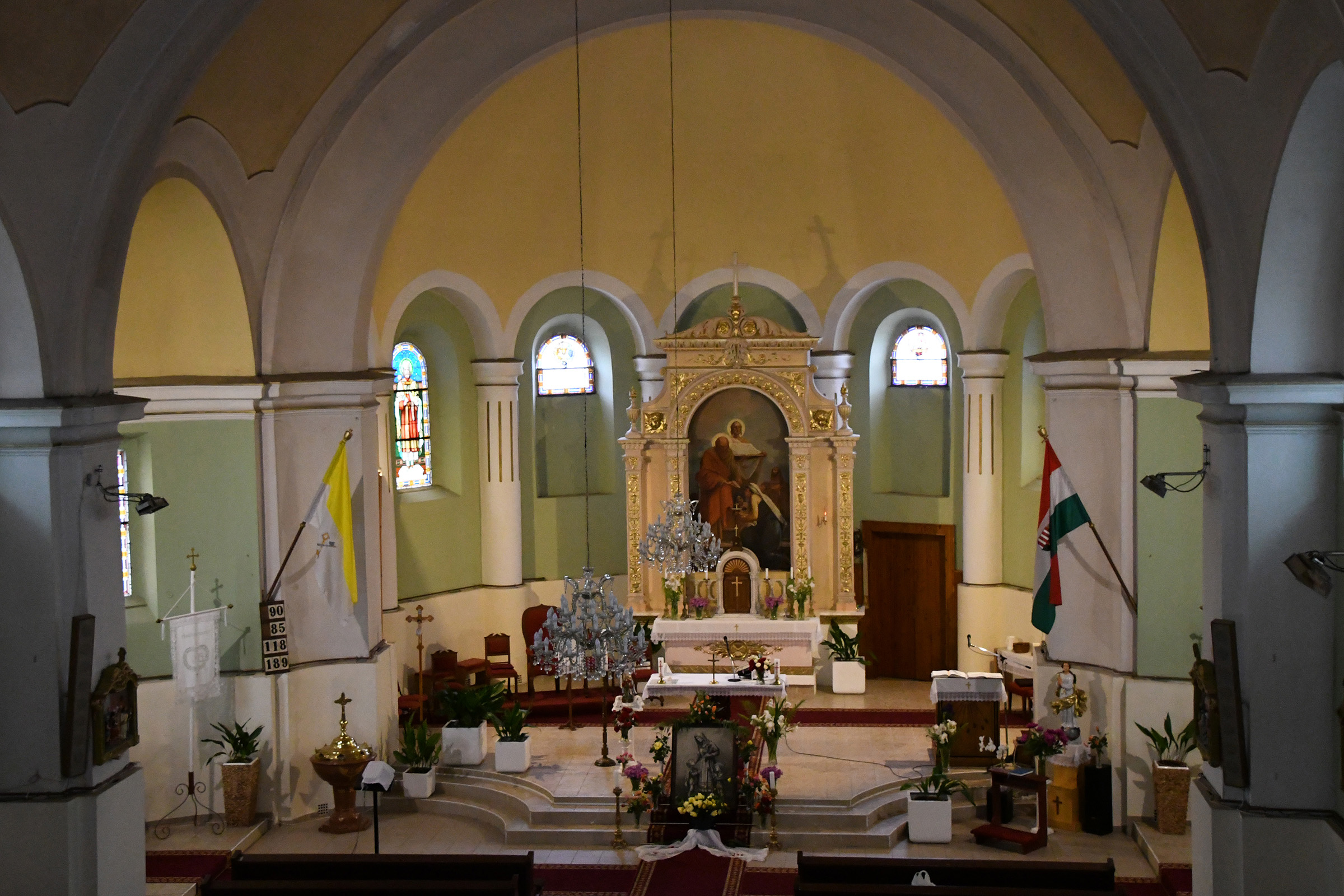
A római katolikus templom szentélye
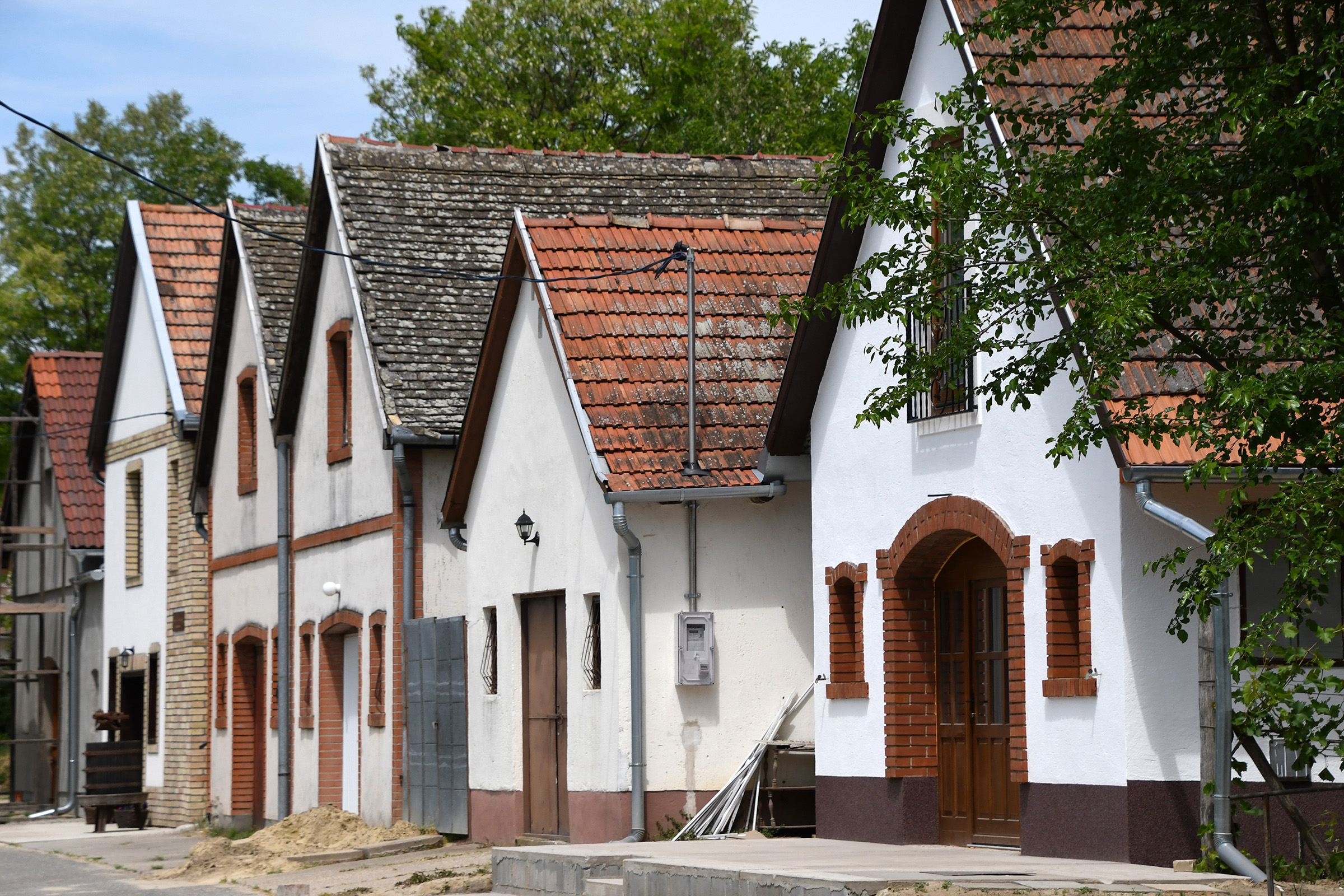
A főkáptalani pincesor részlete
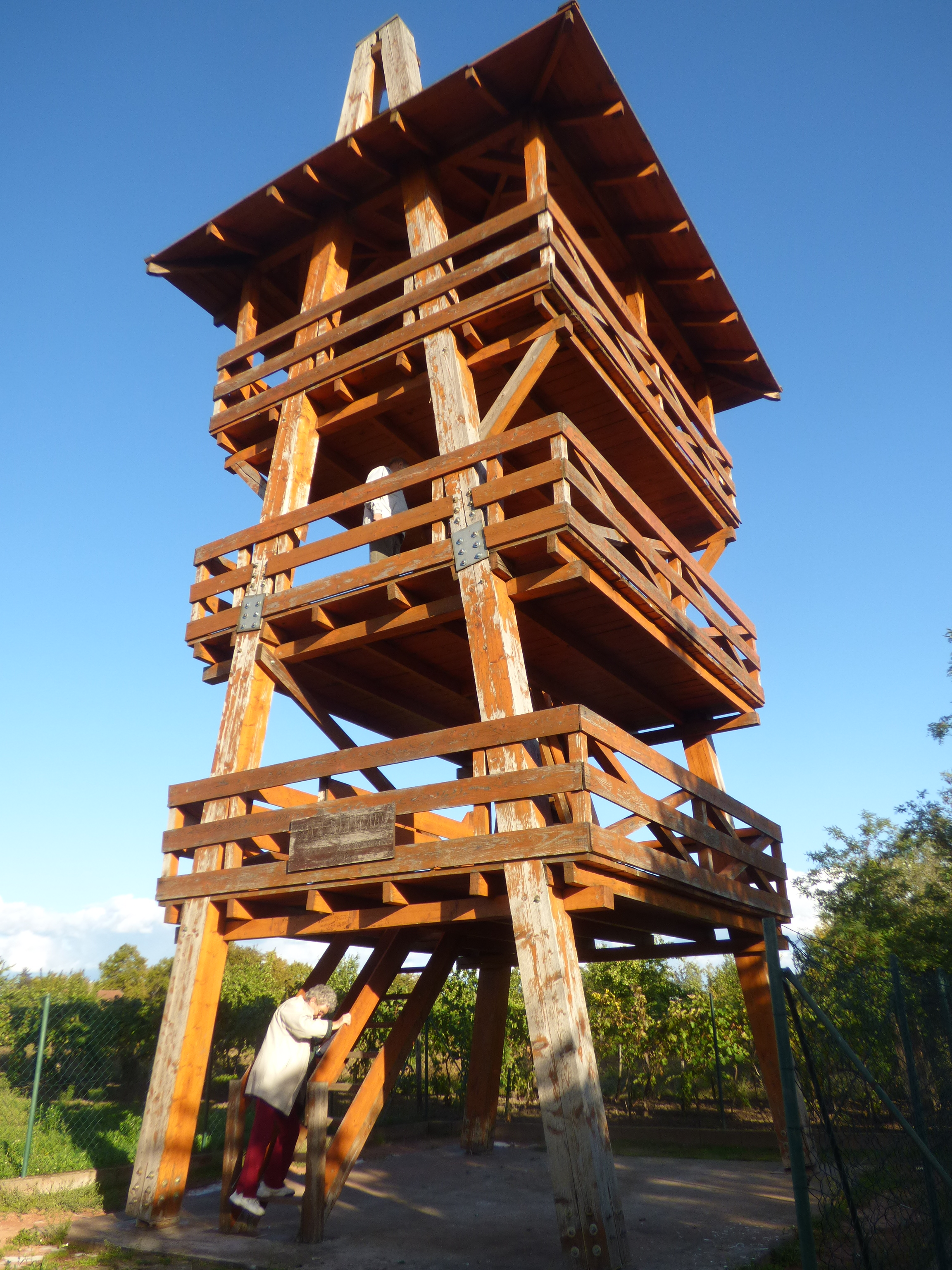
A Szálas Béla-kilátó
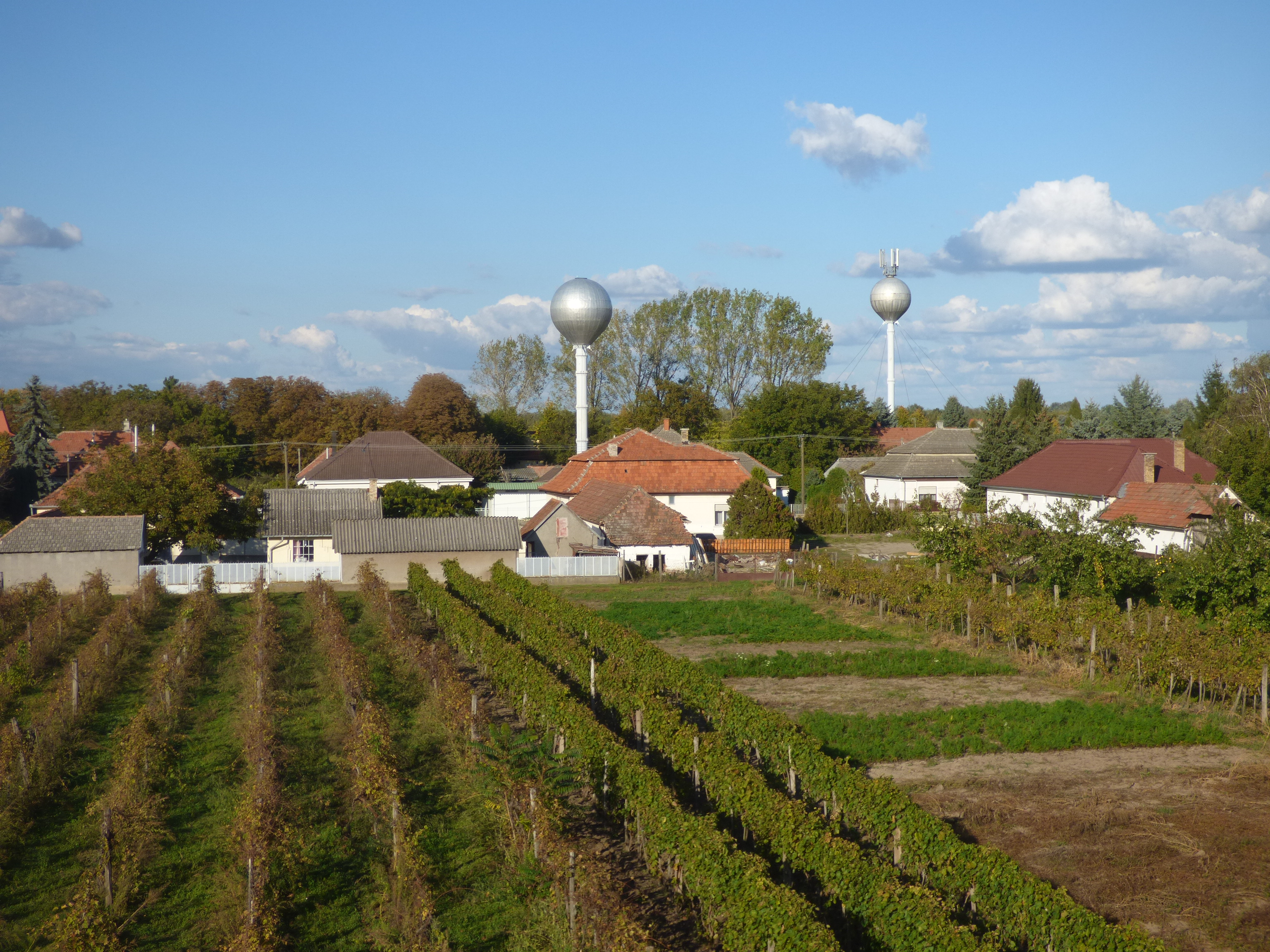
Kilátás a Szálas Béla-kilátóból
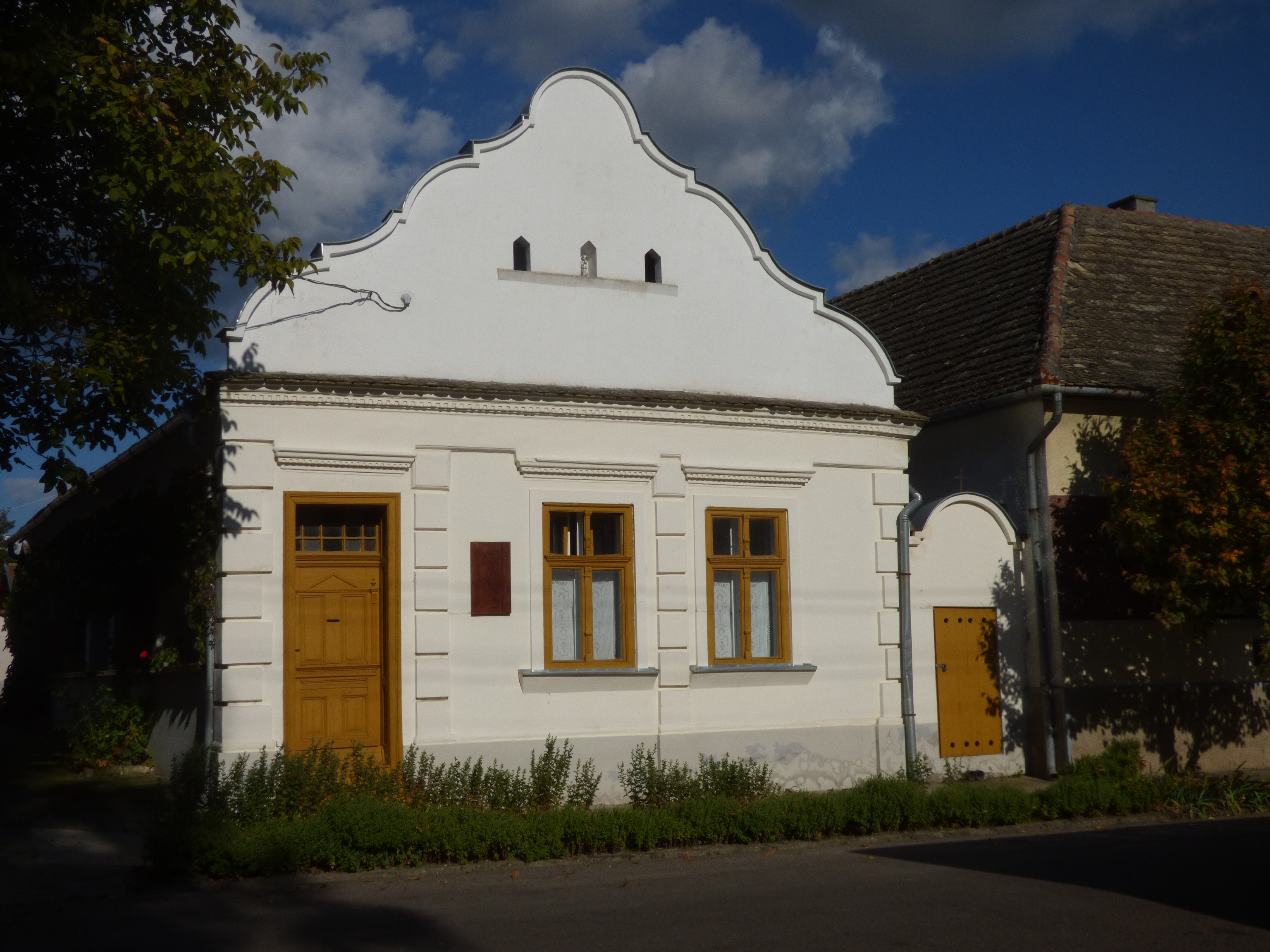
Jellegzetes helyi parasztház, ma a Sváb Tájház